# Tania Giannouli
Tania Giannouli (* 1977 in Athen) ist eine griechische Komponistin und Pianistin, die auch im Bereich der Improvisationsmusik tätig ist.

## Leben und Wirken
Giannouli studierte klassisches Klavier (Solistendiplom mit Auszeichnung und 2. Preis) sowie Musiktheorie und Komposition (Diplom mit Auszeichnung und 1. Preis) an den Konservatorien Athenaeum und Orfeion. Ihr Hauptinteresse gilt dem interdisziplinären Spiel; daher engagiert sie sich häufig (sowohl als Performerin als auch als Komponistin) in Projekten, die Musik mit Bild, Text und Sprache verbinden. Ihre Musiken für Film und Video wurden auf Festivals sowie Biennalen und in Galerien sowie Museen international aufgeführt. Sie hat mit Videokünstlern und Filmemachern wie Istvan Horkay und Marcantonio Lunardi zusammengearbeitet. Kompositionen von Giannouli wurden auch vom Camerata/Armonia Atenea String Orchestra, dem Dissonart Ensemble, dem Athens Youth Orchestra und dem Galaxy String Quartet aufgeführt.
Zudem wendete sie sich der Improvisation zu. Sie war Gründungsmitglied der Gruppen 4+1 (Live at Sfendoni auf Triple Bath, 2010) und Schema Ensemble (mit Schema trat sie 2010 beim internationalen Festival für elektronische Musik Synch auf). 2012 debütierte sie beim neuseeländischen Label Rattle Records im Duo mit dem portugiesischen Holzbläser Paulo Chagas; das Album Forest Stories erhielt große internationale Anerkennung und wurde von mehreren griechischen Musikmedien in die Listen der besten Jahresproduktion 2013 aufgenommen. 2014 gründete sie das Tania Giannouli Ensemble als Quintett, das in Griechenland, Österreich, der Türkei und Spanien auftrat und mit dem sie ihr zweites Album für Rattle, Transcendence, aufnahm; auch dieses Album fand positiven Zuspruch bei der Kritik in Griechenland und im Ausland. Es folgte ihr Album Rawa, das gänzlich improvisierte Musik enthält, die zusammen mit dem neuseeländischen Maori-Musiker Rob Thorne und dem Elektroniker Steve Garden entstand. Mit ihrem aktuellen Trio spielte Giannouli in der Besetzung Piano, Trompete und Oud mit Andreas Polyzogopoulos und Kyriakos Tapakis beim JazzFest Berlin 2018.